# Jan Kubíček (sportovec)
Jan Kubíček (* 16. března 1980 Sokolov) je český triatlonista a duatlonista, sportovní kariéru začal roku 1996 v duatlonu, později přešel na triatlon.

## Sportovní výsledky
2014
- Xterra Czech Tour Ostrov 1. místo v kategorii Elite

2012
- ME Xterra triatlon 7. místo
- MČR terénní duatlon 1. místo

2011
- MS Xterra triatlon 9. místo
- ME Xterra triatlon Zittau, Německo 5. místo
- SP Xterra triatlon Špindlerův Mlýn 3. místo
- Xterra Czech Tour Praha 1. místo
- Xterra Czech Tour Děčín 1. místo
- Xterra Czech Tour Prachatice 1. místo
- Adrenalin Cup Ostravice 1. místo
- Chodovský duatlon v rodném Chodově 1. místo

2010
- SP Xterra triatlon Špindlerův Mlýn 9. místo
- Xterra Czech Tour Praha 1. místo
- ME Xterra triatlon Myjava 4. místo

2009
- SE Xterra triatlon 11. místo

2008
- MČR Xterra triatlon Ostrov 2. místo
- ME Xterra triatlon Sardinie 11. místo